# Guillermo Renner
Guillermo Renner (nacido como Guillaume Renner; Mulhouse, Alsacia, Francia, 28 de mayo de 1843-Santiago, Chile, 28 de junio de 1924) fue un paisajista francés que construyó numerosos jardines y parques urbanos en la zona central de Chile a fines del siglo XIX y comienzos del siglo XX.

## Biografía
En 1867 se realizó la Exposición Universal de París, donde, entre otras cosas, se mostraban las últimas tendencias en arquitectura y paisajismo. Esta exposición permitió que diversos países conocieran el trabajo de los profesionales franceses y los contactaran. De esa manera, Charles Thays viajó a Argentina para transformarse en director de paseos y participar, posteriormente, en la arborización del cerro San Cristóbal de Santiago de Chile; Jean-Claude Forestier se dedicó al plan urbanístico de Cuba y Édouard-François André viajó a realizar una labor similar en Uruguay. Para Guillermo Renner significó la posibilidad de dar a conocer su trabajo en otras latitudes y su posterior venida a Chile. Luego, sin embargo, según informan algunas crónicas del siglo XIX, Renner luchó en la Guerra Franco-Prusiana e incluso habría sido herido en la batalla de Sedán.
El crítico literario chileno Hernán Díaz Arrieta (Alone), relató este episodio de la vida de Renner en un artículo: 

Después de reponerse de sus heridas, viéndose arruinado, con su tierra natal en poder del enemigo, aceptó una propuesta que le hicieran en Chile, pese a que ya le habían ofrecido otro empleo en la India francesa y que había vacilado entre irse a México o Argentina. Acá vino a crear el arte de los jardines, desconocido antaño.
Hernán Díaz Arrieta, El Mercurio, 1966

Aunque se ignora si fue invitado por el intendente de Santiago Benjamín Vicuña Mackenna o por el empresario y filántropo Luis Cousiño Squella, Renner llegó a Chile en 1873. El intendente lo nombró director general de Plantaciones de Santiago, para que, según relata Eugenio Orrego Vicuña en Vicuña Mackenna: chileno de siempre, se crearan «grandes espacios que provocaran embellecimiento en la ciudad y también su higienización, cosas del todo desconocidas entre los conquistadores». 
Renner instaló su oficina frente al Museo de Bellas Artes de Santiago, en la edificación que hoy se conoce como El Castillito. Se casó con Rosa Arriagada Montt, nieta del presidente de la República Manuel Montt Torres, el 2 de mayo de 1874. Tuvieron varios hijos, de los que solo sobrevivieron Berta, Ester, Elisa, Víctor Guillermo y Jorge. 

[Renner] vivía en el Criadero Municipal de Árboles, detrás de un bosquete en el Parque Cousiño, en una casita edificada por sus propias manos, pieza por pieza, a medida que iba aumentando la familia.
Hernán Díaz Arrieta, El Mercurio, 1966

Posteriormente, fue nombrado Director de Jardines de Santiago y del Criadero Municipal de Plantas. Murió en Santiago el 28 de junio de 1924.

## Obra
Pese a que no dejó obras en su natal Francia, Renner construyó numerosos jardines y parques públicos y privados solicitados tanto por las autoridades como por las familias adineradas en Chile:
- Diseñó el Parque Cousiño, actual Parque O'Higgins.
- Intervino, junto con Jorge Dubois, el Parque Forestal.
- Creó los jardines del ex-Congreso Nacional, los del Club Hípico junto con una pileta, los del Palacio Cousiño y el Parque Lota (1885-1898).
- En 1896 remodeló la Plaza de Armas de Santiago, donde diseñó un jardín irregular con araucarias, cedros, ceibos, encinas, palmeras y pataguas, y la Plaza de Armas San Agustín de Talca.
- Se encargó de la transformación del cerro Santa Lucía en un parque público.
- Diseñó los parques de las casas patronales de las viñas Concha y Toro (en Pirque) (1883), Cousiño Macul (en Quilín) y Santa Rita (en Alto Jahuel) (1882-1885) y los jardines de muchas haciendas privadas, como Lo Águila (1890), Bucalemu (1875, junto a Claudio Vicuña), Los Callejones (1890), Llano Subercaseaux, Las Majadas de Pirque (1910) y Peñaflor.

Hernán Díaz Arrieta, quien lo entrevistó en 1912 mientras construía los jardines del ex-Congreso Nacional, lo consideró «el padre de los jardines nacionales».